# Суперкубок Сан-Марино з футболу 1993
Суперкубок Сан-Марино з футболу 1993 — 8-й розіграш турніру, який в той час мав назву Трофео Федерале. Переможцем вперше став Тре Фйорі.

## Учасники
- Чемпіонат Сан-Марино:
  - Чемпіон: Тре Фйорі
  - Віце-чемпіон: Доманьяно
- Кубок Сан-Марино:
  - Володар: Фаетано
  - Фіналіст: Лібертас

## Півфінали
| Команда 1 | Рахунок | Команда 2 |
| --------- | ------- | --------- |
| Фаетано   | 2:1     | Доманьяно |
| Тре Фйорі | 3:1     | Лібертас  |

## Фінал
| Команда 1 | Рахунок      | Команда 2 |
| --------- | ------------ | --------- |
| Тре Фйорі | 1:1 пен. 4:3 | Фаетано   |